# Полоністика
Полоністика (пол. Polonistyka) — сукупність наук, предметом вивчення яких є польська мова, польська філологія, польська література та культура Польщі.

## Полоністика в Україні
Полоністика в Україні підтримується як зі сторони Польщі, так і зі сторони України та представлена в вигляді організацій-осередків (громадсько-освітні, товариства польської культури, об'єднання вчителів польської мови і т. д.). В організаціях беруть участь поляки, які мешкають на території України, українці польського походження, а також, в деяких випадках, всі бажаючі вивчити польську культуру та мову. Організації можуть в своїй діяльності варіюватись від спілок до культурно-просвітницьких центрів.

## Навчальні заклади
- Інститут філології Київського національного університету імені Тараса Шевченка (кафедра полоністики та центр полоністики)
- Житомирський державний університет імені Івана Франка (центр полоністики)

## Видання
- «Українська полоністика» Періодичне наукове видання Житомирського державного університу імені Івана Франка